# 香港專業教育學院（柴灣）
香港專業教育學院（柴灣）（英語：Hong Kong Institute of Vocational Education (Chai Wan)，簡稱：IVE（CW）），是香港專業教育學院的分校，位於香港香港島東區柴灣盛泰道30號，鄰近杏花邨及港鐵柴灣車廠，佔地51,000平方米。
柴灣分校的前身是1988年設立的柴灣工業學院，後來為配合兩間理工學院（香港理工學院及香港城市理工學院，今香港理工大學及香港城市大學）升格大學，政府於是安排職業訓練局接辦兩間理工學院的高級文憑和高級證書課程，於1993年10月柴灣工業學院改組為香港科技學院（柴灣）（另一間科技學院為其時新成立的香港科技學院（青衣），今香港專業教育學院（青衣）），改為主力開辦高級文憑及高級證書課程。
在1999年與青衣科技學院及七間工業學院合併為「香港專業教育學院」並改為現稱。

## 主要建築物

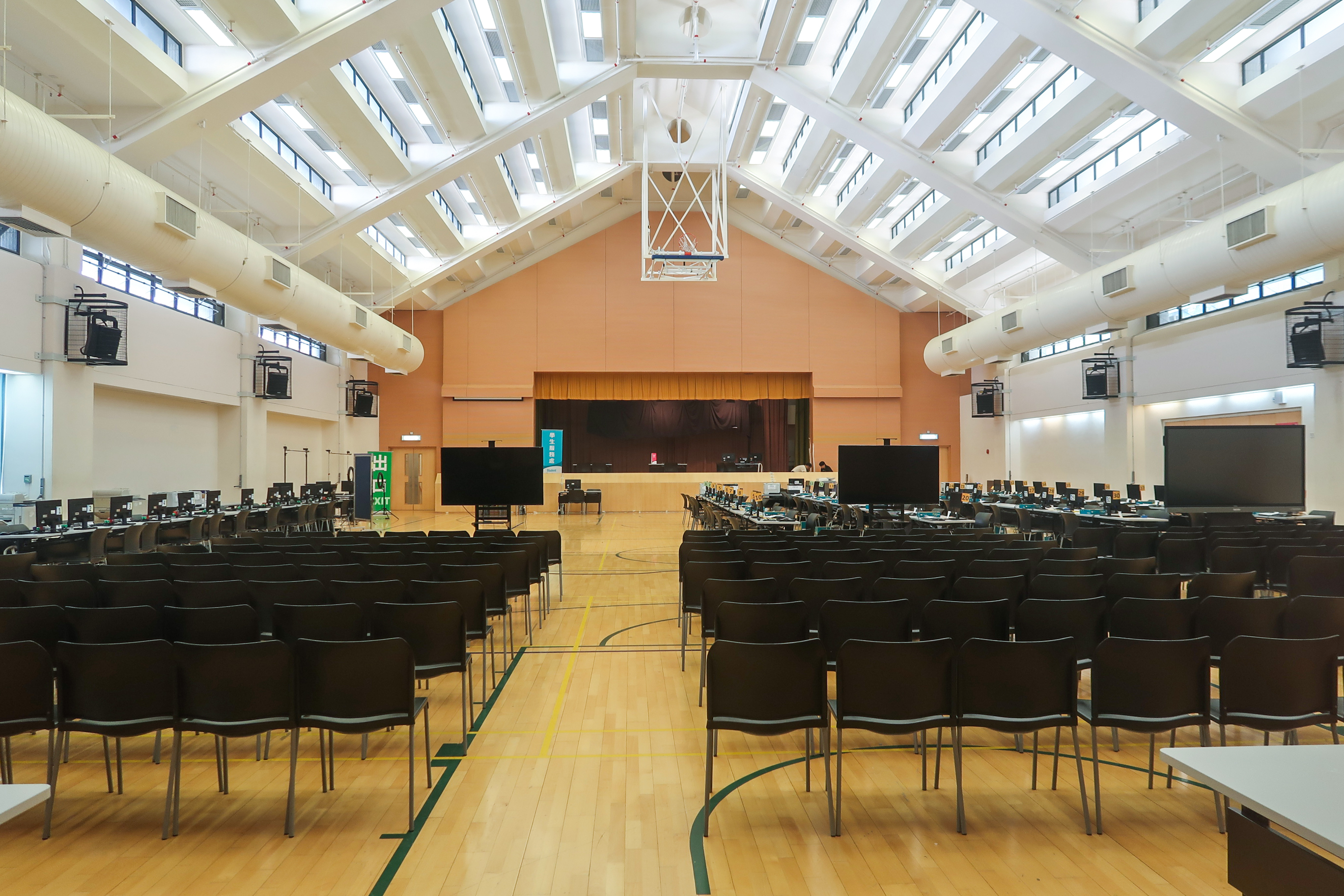
伍絜宜紀念堂

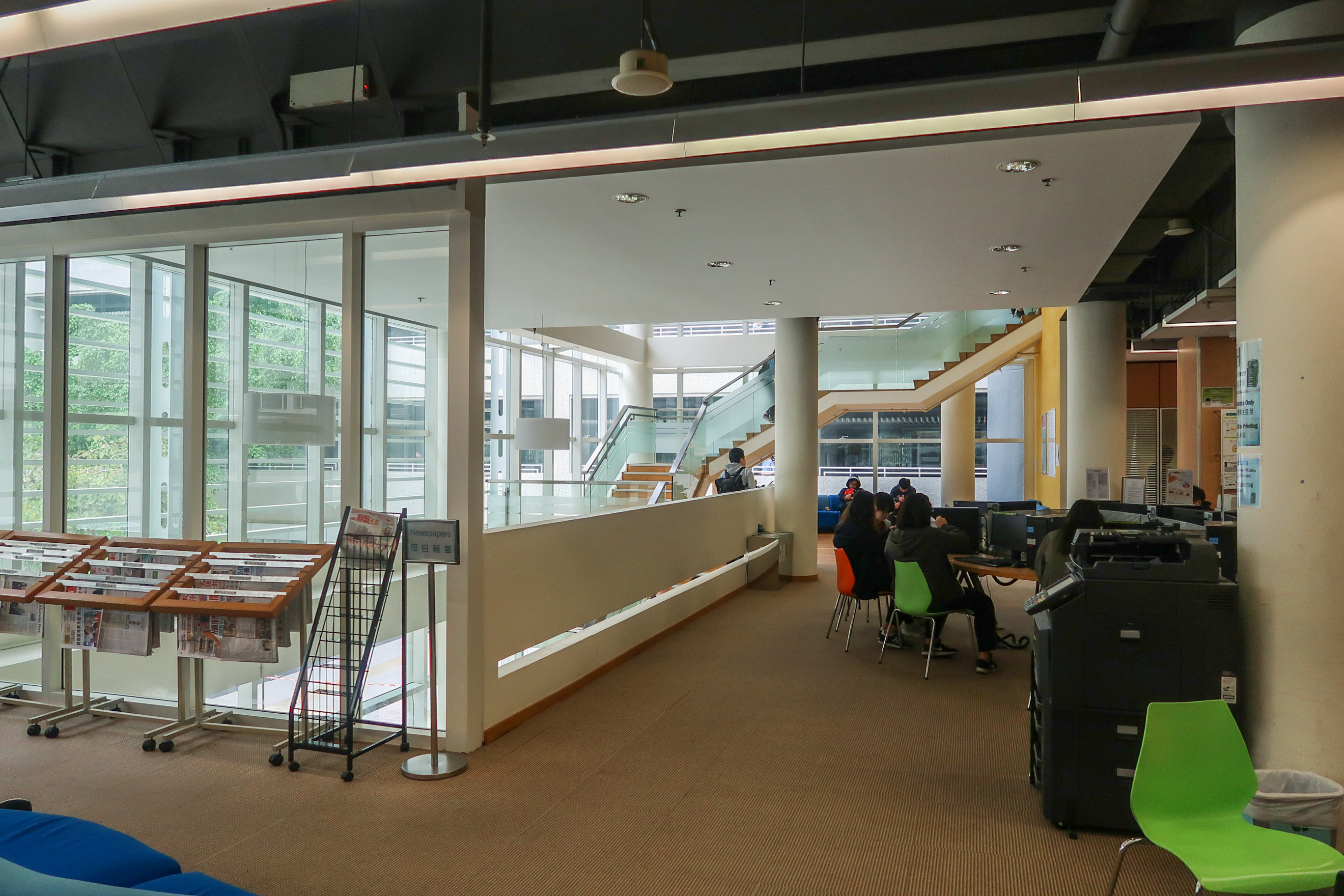
學習資源中心

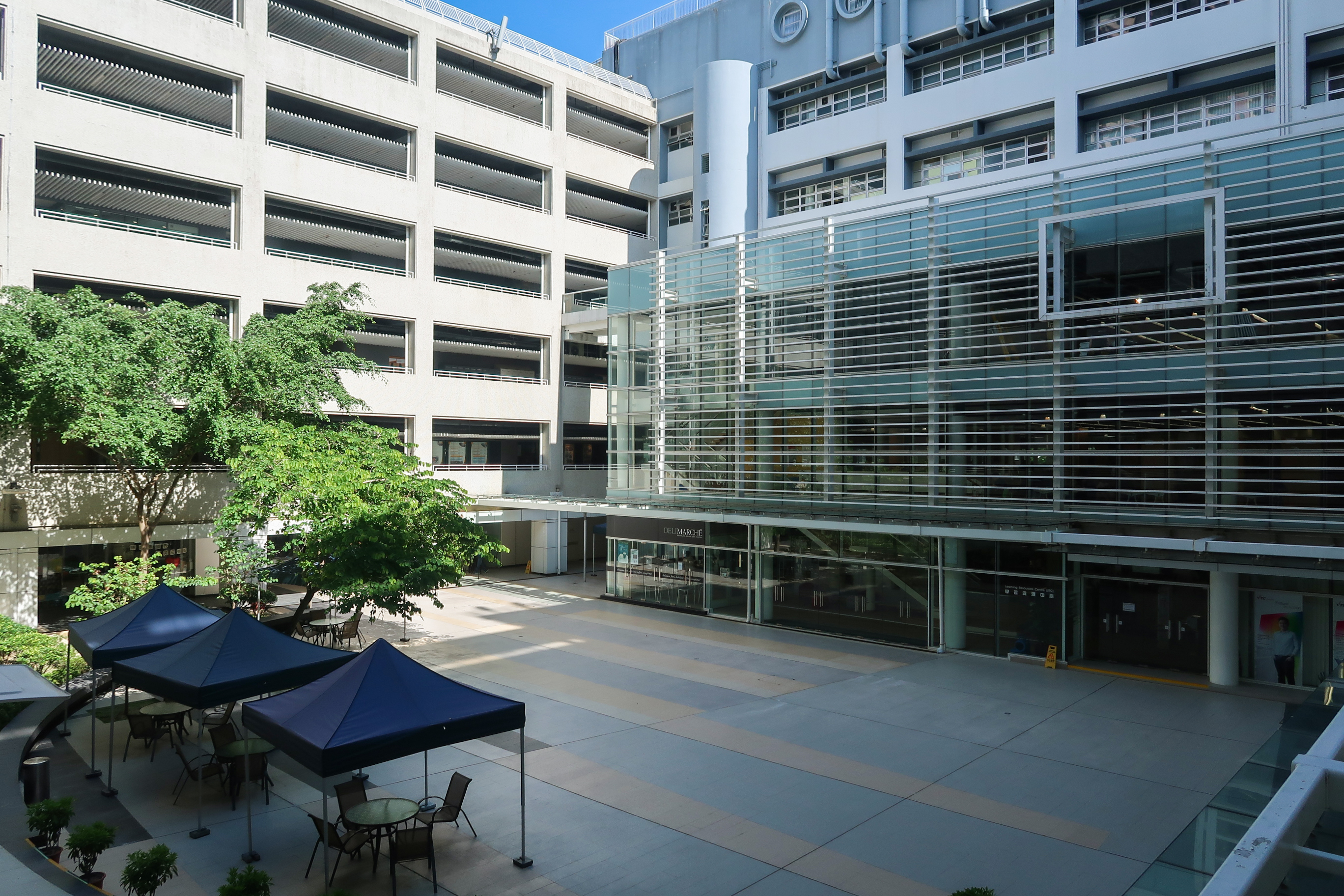
學習資源中心對出的廣場

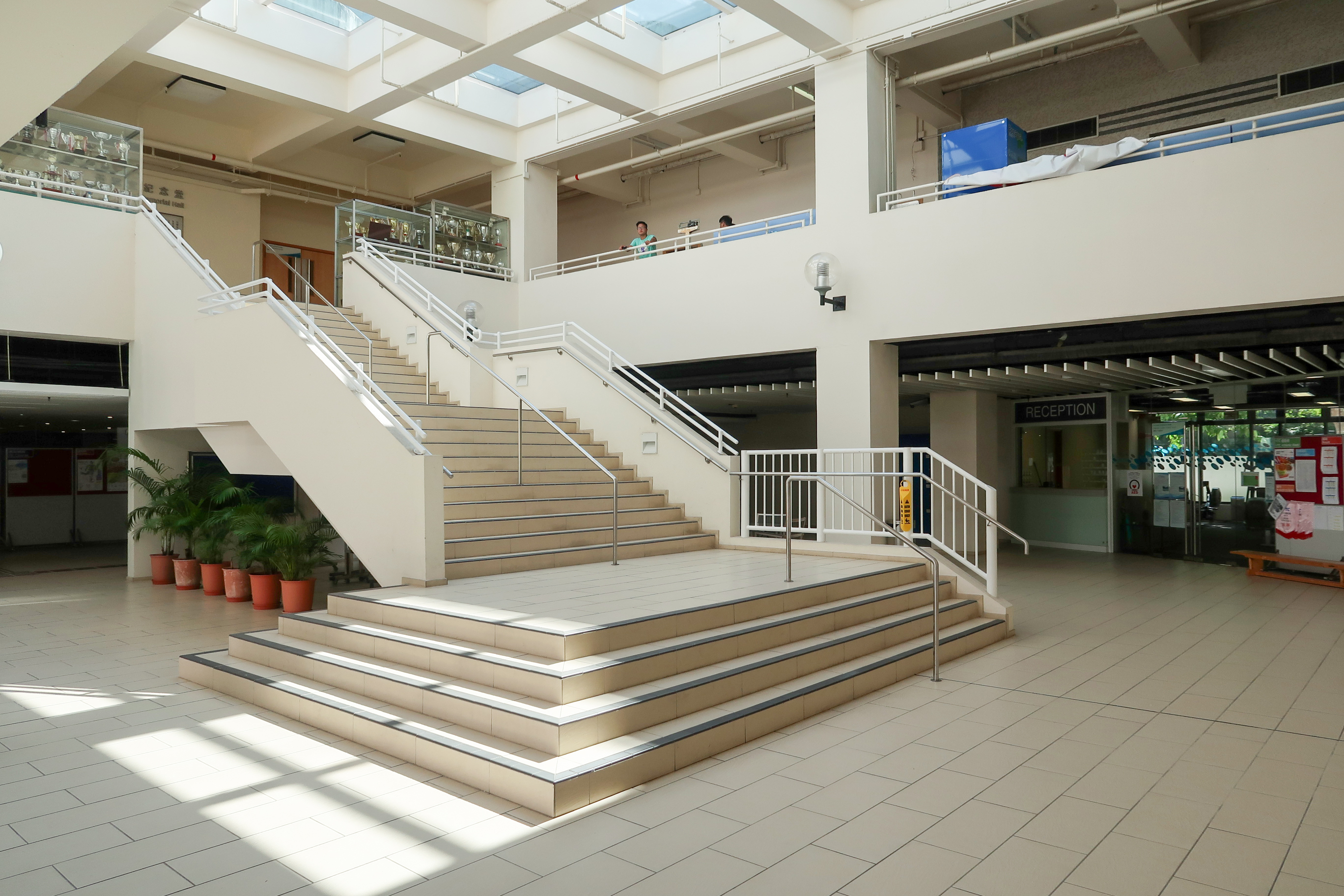
體育中心

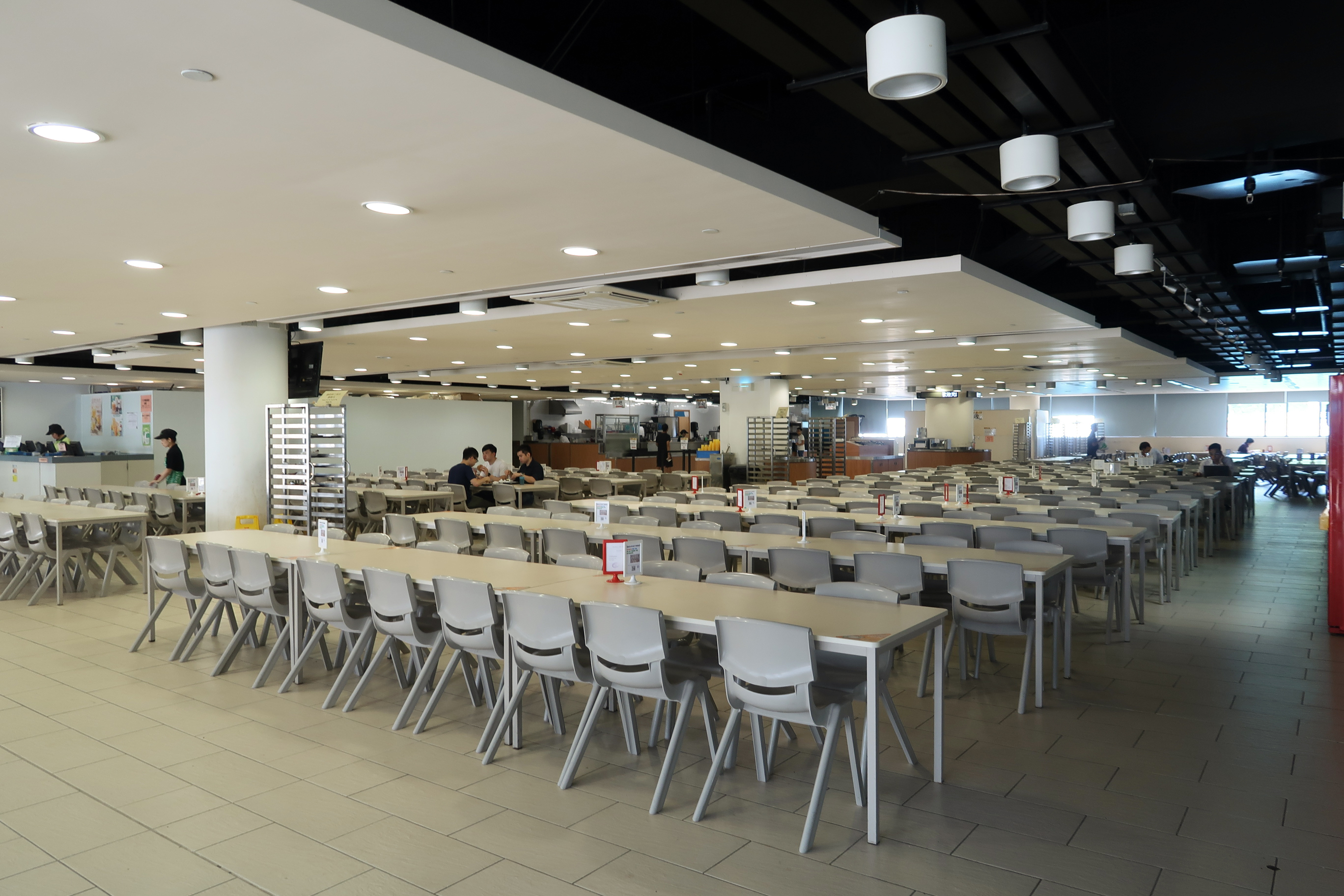
飯堂

校舍主要由兩座樓宇組成，分別為以授課為主的教學樓及以辦公為主的行政樓，每幢樓宇建築物之間有一天橋連接。
整個分校在1988年3月28日舉辨開幕儀式，由時任港督衛奕信揭幕，紀念牌匾現設於教學樓地下。而教學樓早於1987年5月竣工，同年9月開課。
行政樓的總承建商為聯力建築。於1994年5月12日進行開幕典禮，由該年行政局首席議員、鄧連如勳爵作嘉賓。牌匾目前設於大樓地下。
除教學樓和行政樓外，柴灣分校還設有：
- 學習資源中心
- 游泳池及體育中心
- 伍絜宜紀念堂
- 李惠利高等教學樓
- 職業訓練局職員宿舍暨機構招待所澤鑾閣（供教職員及訪港外國技職機構行政人員入住）
- 職業訓練局健樂中心

## 學系及教學部門
學系
- 健康及生命科學系（HLS）
- 資訊科技系（IT）
- 酒店及旅遊系（HT）

教學部門
- 語文中心（LC）

非IVE課程教學分部及辦公室
- 才晉高等教育學院（柴灣）（SHAPE）
- WMG專業發展學院（華威大學與職訓局合辦課程代辦處）
- 香港高等科技教育學院（THEi）- 工商及酒店旅遊管理學院

## 歷任院長
- 梁錦芳先生（1987年－1993年）[7]
- 麥錦榮博士（1993年－1994年）
- 劉偉成教授工程師（1994年－2006年7月）
- 黃倩瑛博士（署理）（2006年8月－2007年8月）
- 甘漢文先生（署理）（2007年9月－2008年8月）
- 黃倩瑛博士（2008年9月－2009年8月）
- 陳秀青女士（2009年9月－2011年3月）
- 祁志純女士（2011年3月－2013年9月）
- 李志華先生（2013年10月－2014年8月）
- 潘秉匡教授（2014年9月－2019年3月）
- 顏淑賢女士（2019年4月－2023年1月）
- 廖蕙怡女士 (2024年1月－）

## 樓層及校園設施

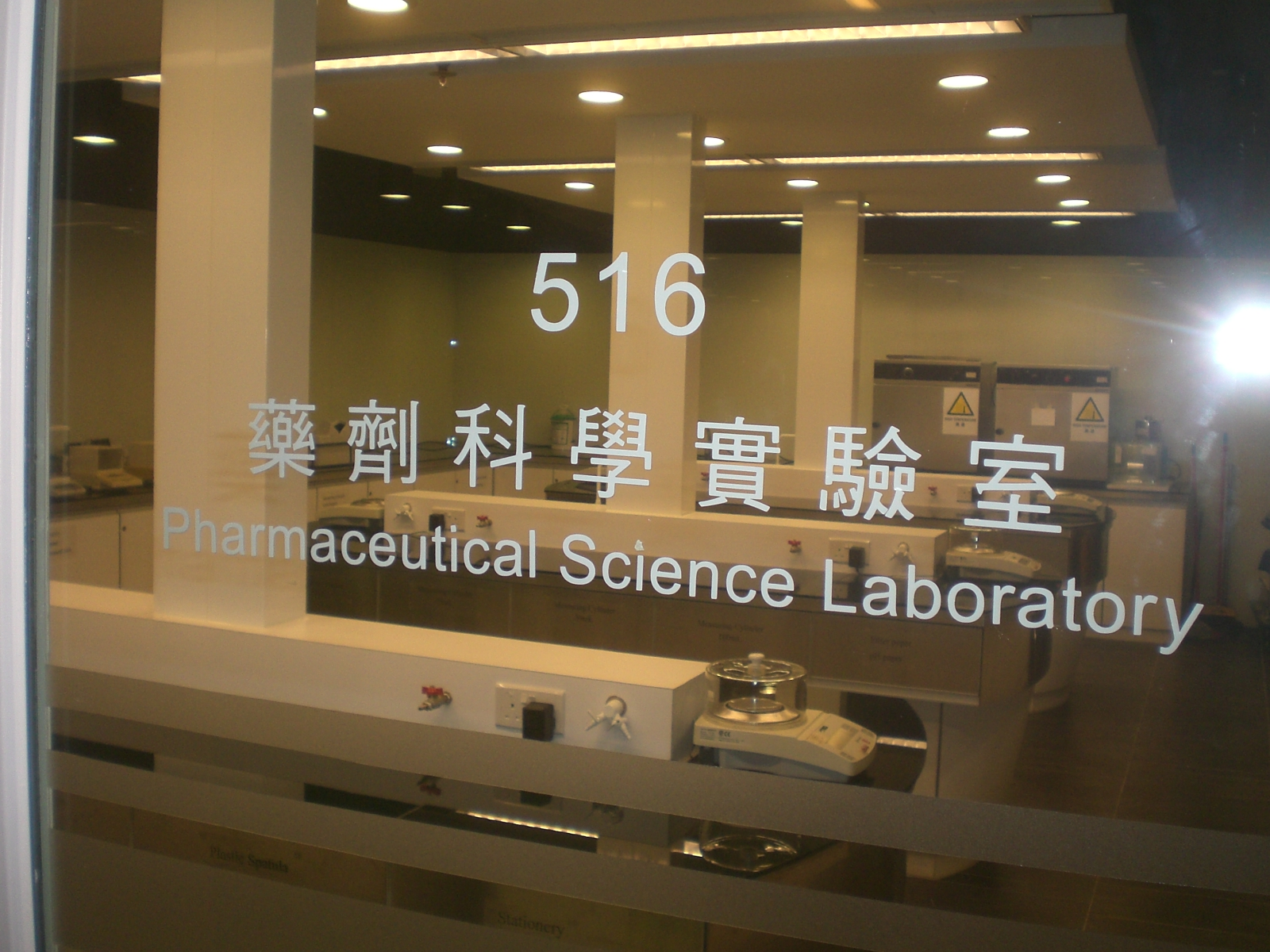
5樓

柴灣分校除有課室、實驗室及實習工場等基本教學設施外，還設置圖書館、語言中心、咖啡店。校內康樂設施包括籃球場、網球場、壁球場、健身中心、排舞室、游泳池和燒烤場。

## 圖庫
藥劑科學實驗室內各種中藥材樣品

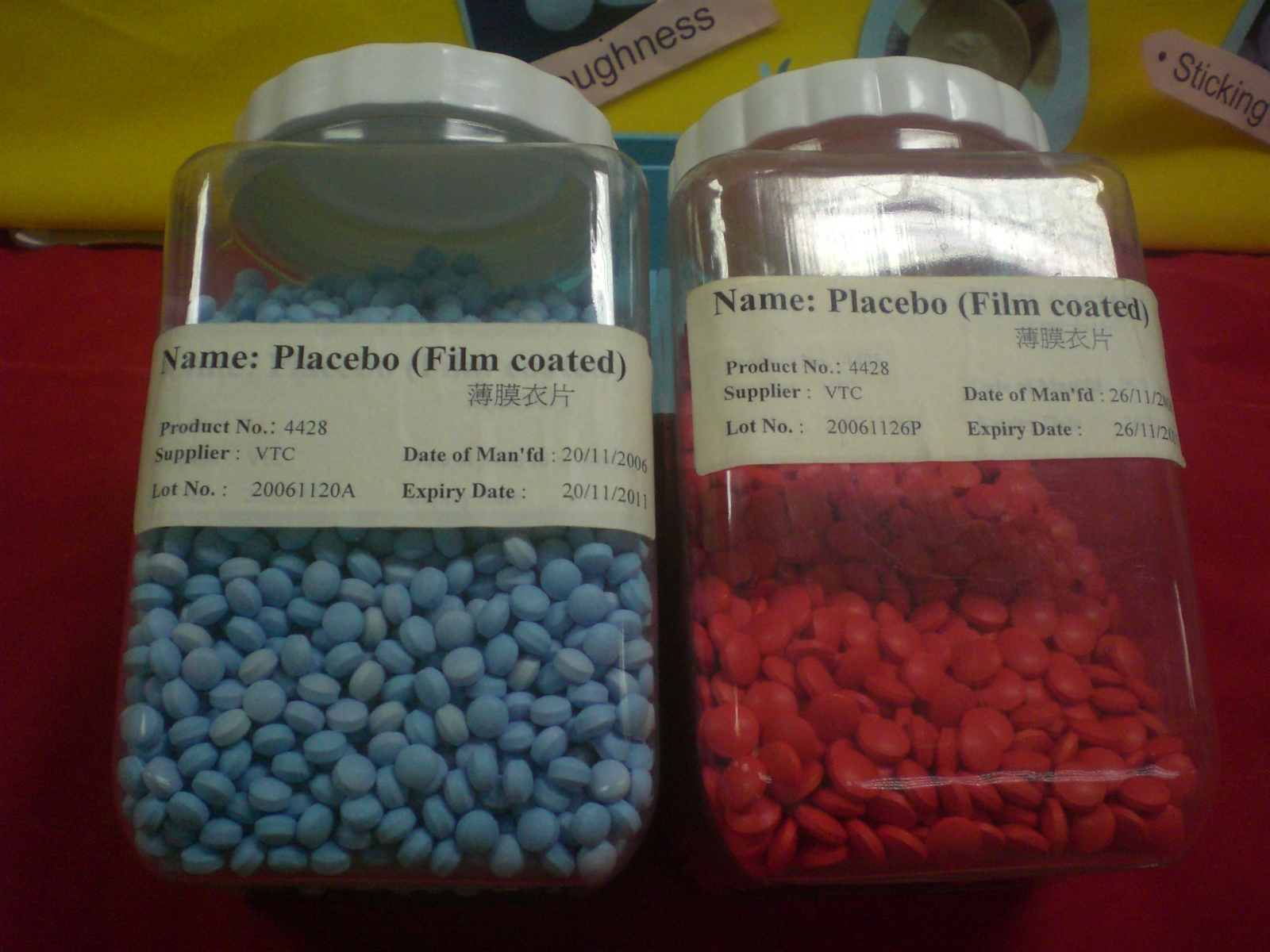
薄模衣片
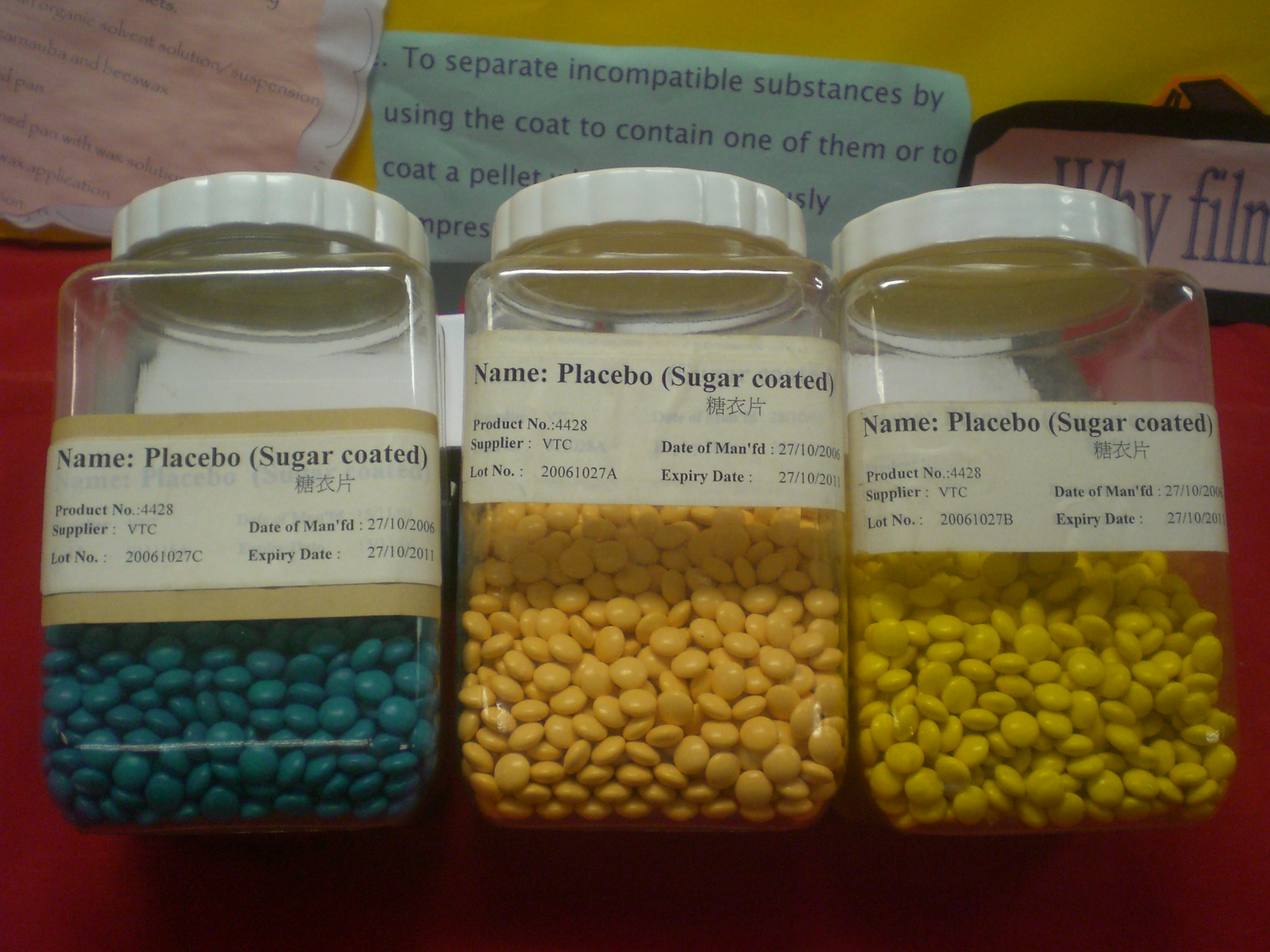
糖衣
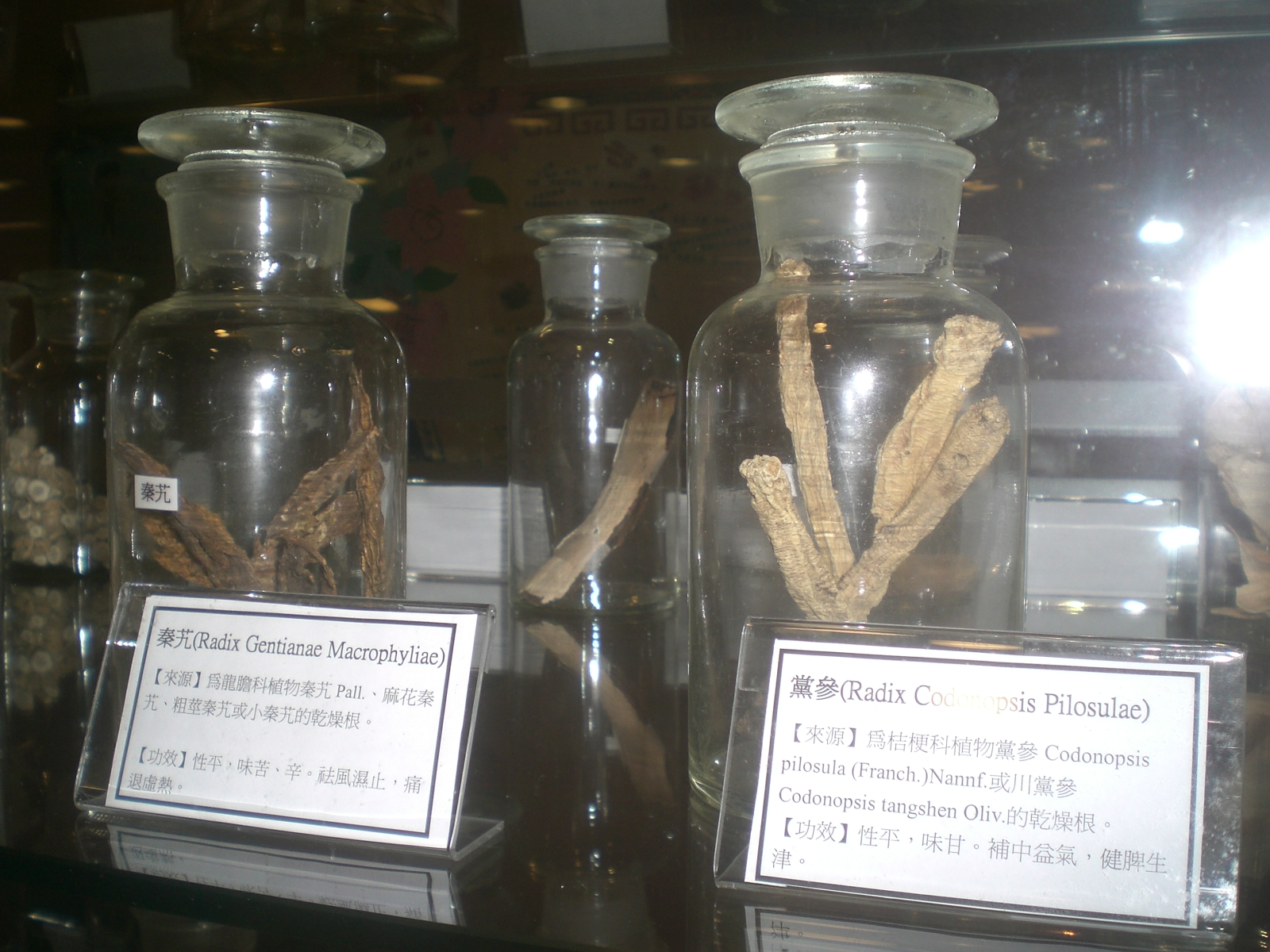
黨參

## 學生組織

### 學生會
- 評議會
- 幹事會
- 編輯委員會

### 系會
- 健康及生命科學系（HLS）
- 資訊科技系（IT）
- 工程系（ENG）
- 酒店及旅遊系（HT）

### 學會及興趣小組
- 動漫文化社 （页面存档备份，存于）
- 柔道學會
- 基督徒團契
- 音樂學會
- 劍道學會[]
- 空手道學會
- 跆拳道學會
- 扶輪青年服務團
- 魔術學會
- 舞蹈學會
- 詠春學會
- 健康及美容學會
- 欖柴學會
- 武術學會
- 射箭學會
- 柴台(劇社)

## 著名校友
- 陳蕊莊：香港輪椅劍擊運動員，2004年、2008年傷殘奧林匹克運動會輪椅劍擊金牌得主[8]
- 葉鴻輝：香港足球運動員，香港超級聯賽球會東方門將，香港足球代表隊成員，2009年東亞運動會足球金牌得主
- 馮嘉奇：香港足球運動員，前香港超級聯賽球會傑志後衛，前香港足球代表隊成員，英格蘭冠軍足球聯賽球會伯明翰財務總監，香港流浪足球會行政總裁
- 鄭麗莎：香港健美運動員，2010年世界健體小姐冠軍、健身小姐亞軍，2011年及2012年長洲搶包山比賽冠軍
- 文嘉敏：香港健美運動員，2016年香港健體小姐亞軍、健身小姐亞軍，2011年及2012年沙田健美比賽冠軍
- 李劍煌：香港籃球運動員，香港甲一籃球聯賽球會南華前鋒，香港籃球代表隊成員
- 張偉康：香港籃球運動員，香港甲一籃球聯賽球會永倫後衛，香港籃球代表隊成員
- 李家豪：香港足球運動員，香港超級聯賽球會香港飛馬後衛
- 余煒廉：香港足球運動員，香港超級聯賽球會九巴元朗後衛，前香港17歲以下足球代表隊成員，香港20歲以下足球代表隊隊長
- 江炳龍：香港足球運動員，香港乙組聯賽球會東昇後衛，前香港17歲以下足球代表隊及香港20歲以下足球代表隊成員，柴灣IVE男神[9]
- 陳楚行：香港足球運動員，香港乙組聯賽球會深水埗中場
- 鄧耀景：香港藝人
- 張遠深：日本政治評論家、香港作家網創辦人[10][11]、前城市智庫時事評論員小組召集人、前港台青年創意聯會常務理事、前就是敢言副秘書長[12]、前通訊事務管理局辦公室電視及電台廣播諮詢小組組員，曾於不同報章撰稿如：《香港O1》、《商報》[13]等等，現定期於《信報》[14]撰寫日本社會文化相關的評論。
- 劉建德：柴灣工業學院飛機維修工程高級文憑第一屆畢業生，香港高等教育科技學院(THEi)校長[15][16]
- 梁美儀，JP：柴灣工業學院環境學（污染）文憑課程畢業生[17]，香港城市大學海洋污染國家重點實驗室主任兼化學系環境毒理及化學講座教授、前香港大學生物科學學院副院長兼太古海洋科學研究所教授

## 軼聞
在1988年9月18日，時值興建分校新翼行政樓。一名項目工人在上午10時40分，進行開路工程時，於道路地下發現多個生銹手榴彈、迫擊炮和火箭炮，有些仍能正常使用。及後，警方派出軍火專家到場將部分炸彈引爆、部分帶走。

## 外部連結
- 香港專業教育學院網站 （页面存档备份，存于）
- IVE(柴灣)網站
- 柴灣學生內聯網 （页面存档备份，存于）
- WMG專業發展學院 （页面存档备份，存于）
- IVE(柴灣)資訊科技部門網站 （页面存档备份，存于）